# 슈라세나
슈라세나(산스크리트어: शूरसेन)는 인도 신화의 등장인물로 수라세나 왕국의 전설적인 시조이다. 마하바라타에서는 바수데바 아나카둔두비와 쿤티의 아버지로 등장한다.